# Sofie Pallesen
Sofie Pallesen (født 7. maj 1971) er en dansk skuespillerinde. Hun er lillesøster til skuespillerinden Trine Pallesen, begge døtre af skuespiller Per Pallesen og Kirsten Peuliche.

## Filmografi
- Lillemand (episode "Den gifte kvinde" - 2016)
- Rita - 3 episoder, 2013
- Forbrydelsen - 2007
- De pokkers forældre (2003)
- Nikolaj og Julie - 1 episode (2003)
- Kærlighedens melodi (1993)